# Parkstadion
Parkstadion a fost un stadion multifuncțional din Gelsenkirchen, Renania de Nord-Westfalia, Germania. Acesta a fost „stadionul-casă” al clubului de fotbal FC Schalke 04 până în mai 2001, înainte de a fi deschisă Veltins-Arena în luna iulie a aceluiași an.
Stadionul a fost construit în 1973 și a găzduit cinci meciuri la Campionatul Mondial de Fotbal 1974. De asemenea, a mai găzduit două meciuri la Euro 88 și manșa tur a Finalei Cupei UEFA 1997 dintre Schalke 04 și Inter Milano.
Arena avea o capacitate de circa 62.000 de locuri, dintre care 45.067 pe scaune.
Pe lângă fotbal, stadionul a mai găzduit și concerte muzicale: aici a cântat Michael Jackson în cadrul turneului Bad World Tour, pe 4 septembrie 1988 și apoi pe 15 iunie 1997 în cadrul turneului HIStory World Tour; The Rolling Stones au cântat pe stadion în cadrul turneului Urban Jungle Tour pe 16 august 1990 și apoi pe 27 iulie 1998 în cadrul turneului Bridges To Babylon Tour; Pink Floyd a cântat pe stadion în cadrul turneului The Division Bell Tour pe 23 august 1994.
Ultimul meci de fotbal competitiv jucat pe stadion a fost între Schalke și SpVgg Unterhaching pe 19 mai 2001, scor 5-3, contând pentru Bundesliga. La meci au asistat aproximativ 65.000 de spectatori.

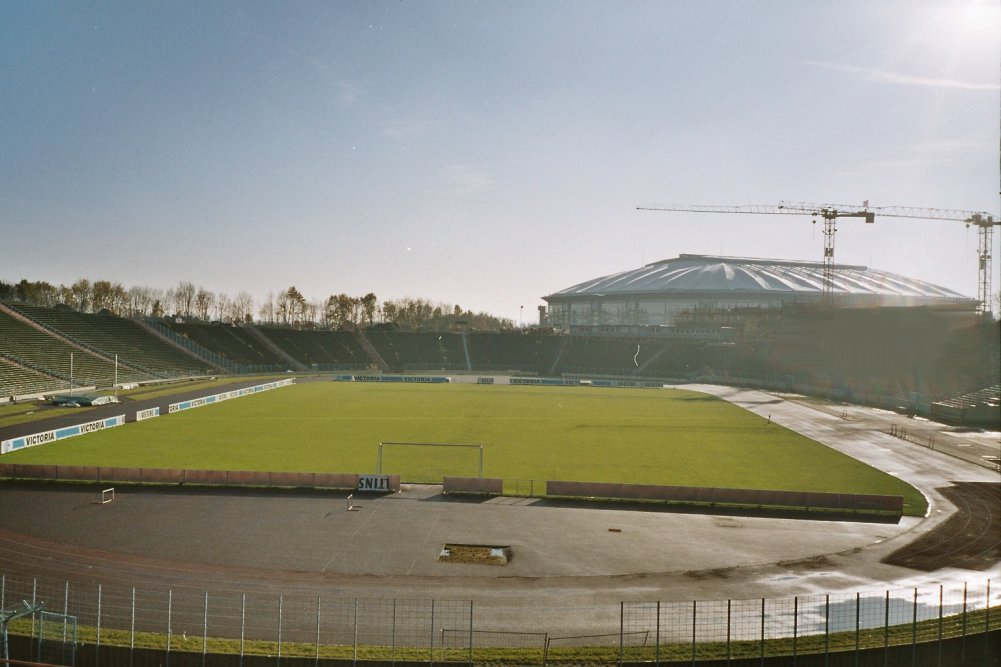
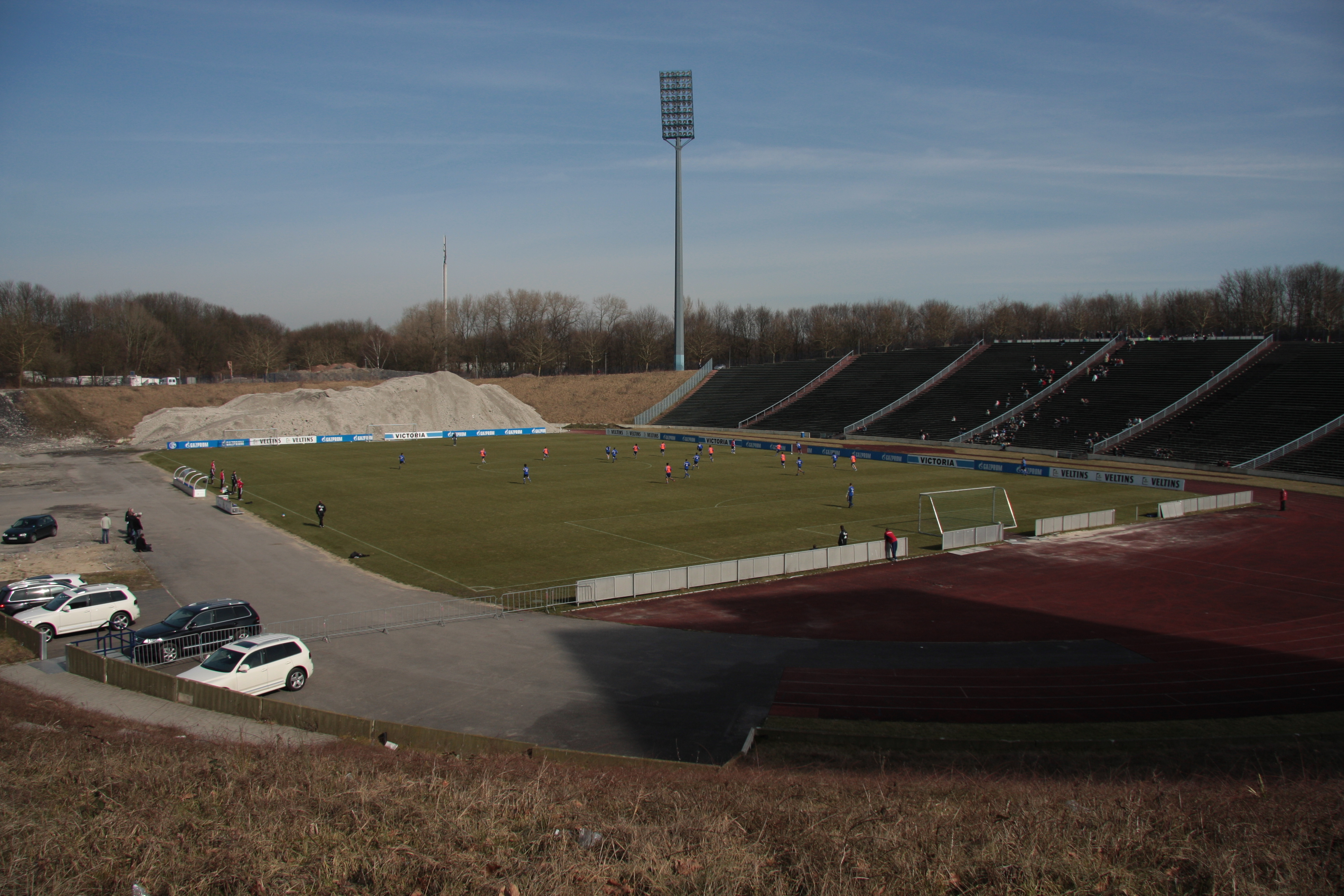
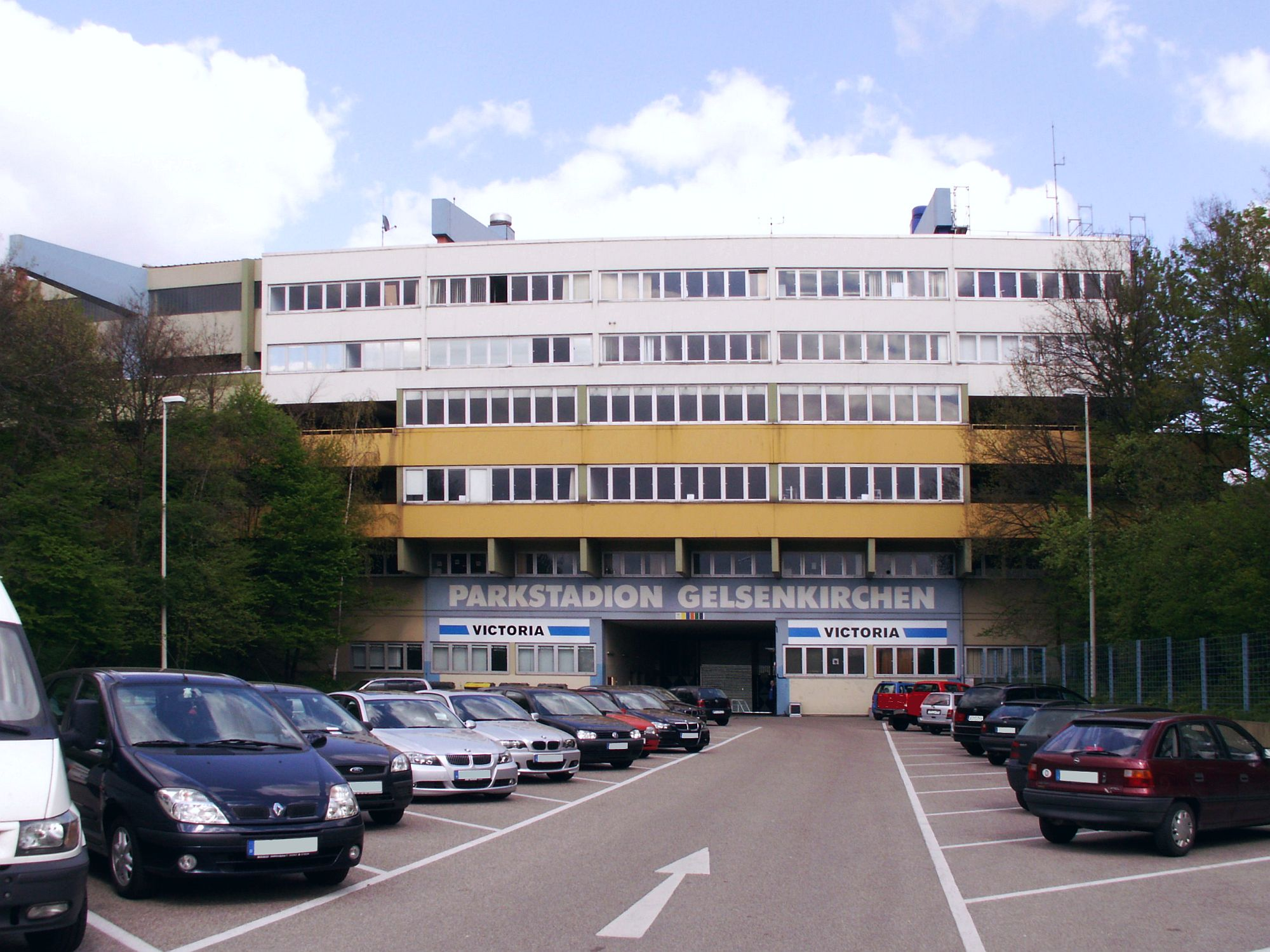
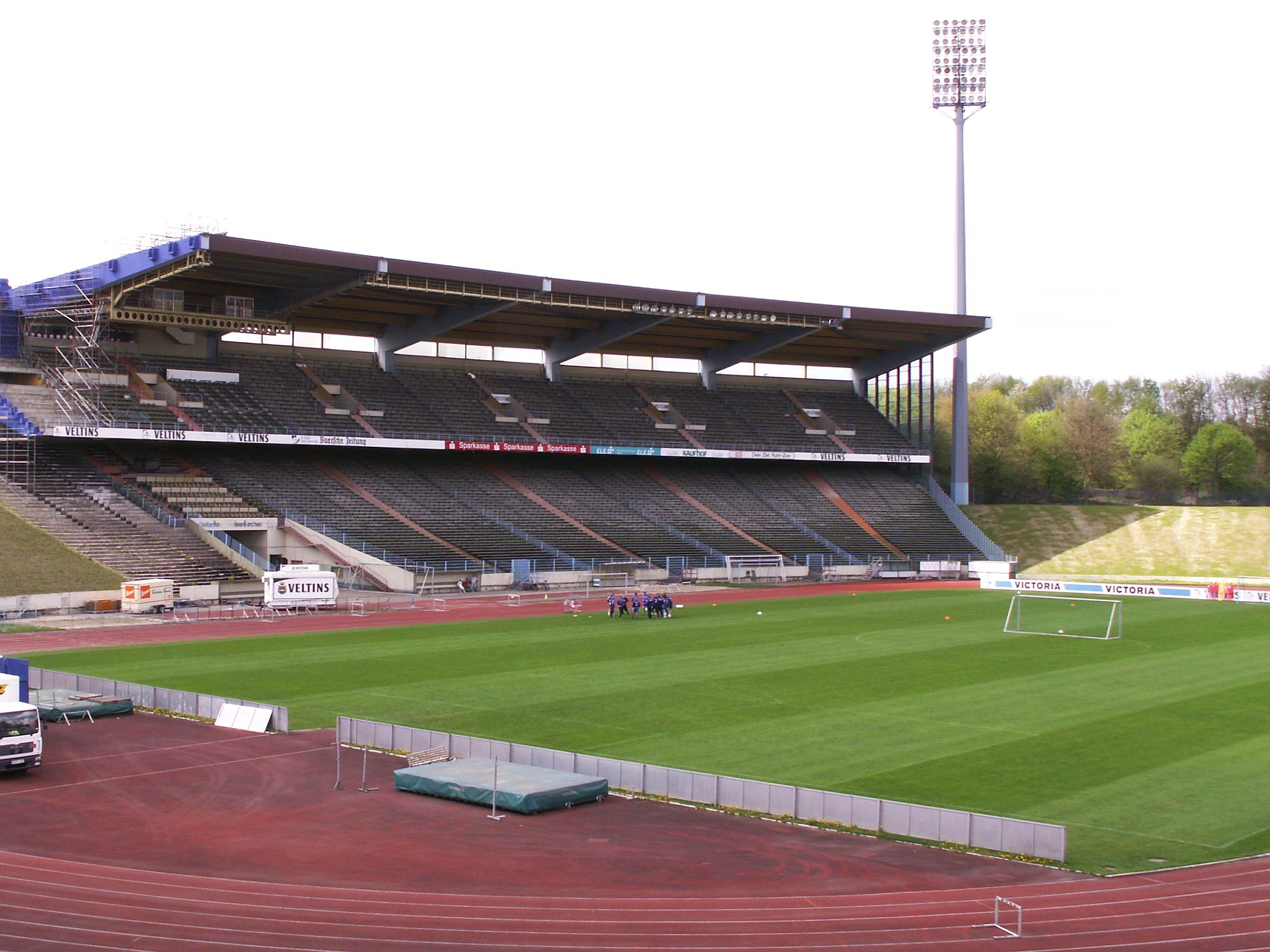